# 고소현 (모델)
고소현(1990년 4월 11일 ~ )은 대한민국의 모델이다.

## 학력
- 북인천여자중학교 (졸업)
- 인천효성고등학교 (졸업)
- 이화여자대학교 컴퓨터공학과 (학사)

## 출연 작품

### 예능
- 2012년 온스타일 《도전! 수퍼모델 코리아 3》
- 2015년 온스타일 《더 바디쇼 시즌 2》 (with 송해나)

## 뮤직비디오
- 2013년 인피니트 - 불편한 진실 (미공개 뮤비)
- 2014년 방탄소년단 (BTS) - 상남자 (Boy In Luv)
- 2014년 린&레오 - 꽃잎놀이
- 2014년 엠블랙 - 남자답게